# Cryptomeigenia hinei
Cryptomeigenia hinei är en tvåvingeart som först beskrevs av Daniel William Coquillett 1902.  Cryptomeigenia hinei ingår i släktet Cryptomeigenia och familjen parasitflugor.
Artens utbredningsområde är Ohio. Inga underarter finns listade i Catalogue of Life.